# 競馬の開催
競馬の開催とは競馬が行われることである。この項目では日本において（必要に応じて海外の事例も）競馬が開催されるにあたっての各種事項や開催予定だったのが中止される場合やその事例について取り上げる。

## 日本における競馬の開催の概要
日本における競馬の開催については、おおよそ次のようなパターンで実施される。
- 中央競馬 - 原則として毎週土曜日・日曜日に実施[注釈 1]。基本的に4週8日の日程を1開催（○回東京□日目など）とする。
  - 2006年11月7日の競馬法施行規則の改正により、2007年からは1開催につき最大12日設定可能になった（逆に1開催2日間といった柔軟な開催設定も可能となっている）。ただし、1年間の延べ開催日数は288日までで現行どおりである。ただし、特殊な事情で、週末以外の休日（曜日としては主に月曜日）に予定されている場合が年に1〜2度程度ある。具体的な例外開催については次節を参照。
- 地方競馬 - 地区によって異なる。中央競馬と商圏が重なる地域は主に平日、重ならない地域は土曜日、日曜日に開催するケースが多い。
  - 地方競馬の場合は各都道府県の区域ごとに応じて、行政年度（4月1日-翌年3月31日）ごとに定められた年間の開催回数とし、1開催は原則6日間（天変地異、その他都道府県・市区町村の責めに帰することができない理由で、開催日に予定された1日の競走回数の2分の1以上の競走が実施することができないと判断された場合は、6日に当該開催日の日数を加える）とし、1日の競走回数は最大12競走とする。具体的な開催回数は地方競馬#開催回数参照。基本的にはこの開催回数を原則として超えないことになっているが、「競馬場の施設、または周辺環境の改善事業」「国際博覧会、またはその他高度の公益性を有する事業」と認められ、事業が円滑に実施されるために必要な財源を確保するための「特別開催」を3回までを上限として追加して開催することを認める。[2]
  - かつては原則として日曜日、月曜日、金曜日、土曜日と国民の祝日、年末年始、お盆と規定され例外的に「当該競馬場又は他の競馬場における売得金の額に相当の影響があり、若しくは秩序の維持その他の地方競馬の公正かつ円滑な実施に相当の支障が生ずることが明らかであることその他特別の理由により前号の日取りによつて開催することが困難である地方競馬」（すなわち中央競馬と商圏がかぶる南関東競馬、愛知、岐阜、兵庫）のみ他の曜日の開催が認められていた。しかしながら地方競馬場で中央競馬の場外発売が行われるようになり要件を満たす競馬場が増えたことやそもそもの開催条件が複雑すぎるため、現行法令上は開催1回につき連続する12日間の範囲内の日取りで最大6日間設定可能となっている（例：火曜日〜金曜日の4日間と翌週の火曜日・水曜日の2日間の計6日間で1開催を組むことができる）。
  - 南関東では中央競馬と重なる土曜日・日曜日を避け、2〜6日を連続、もしくは土曜日・日曜日の休みをはさんだ日程で1開催とする。ただし、ナイター競馬を開催する大井・川崎各競馬場についてはナイター開催時は日曜日に開催することも多い（まれに土曜日も開催。主に中央競馬の主場開催がローカルとなる夏季に多い）。特に大井競馬場では日曜日〜金曜日の6日間開催を組む。
  - 同じく中央競馬と重なる兵庫県競馬やホッカイドウ競馬は、火曜日〜木曜日まで（園田競馬はナイター開催がある場合は水曜日～金曜日（ナイター開催日）まで）を2週間で1開催で開催する。

### 中央競馬の例外的な開催事例
- 地方競馬の年末年始の開催日を調整するため、12月29日から1月4日は原則土曜・日曜であっても開催しないことになっているが、1月4日が日曜日と重なる場合は特例として開催する場合がある（金杯の1月4日開催は2009年と2015年が該当）。
  - これは1991年に農林水産省と自治省（当時）の局長通達として、基は12月28日から1月4日は原則開催しないとすることにしていたが、12月29日の開催日固定である東京大賞典を含む地方競馬の収益確保の観点からとしている。しかし、中央競馬の売り上げの低迷を受けて、試行的に2003年に有馬記念を12月28日に開催し、2006年の農林水産省生産局長通達により、地方競馬全国協会側と十分に調整できた場合は原則年4回を上限として、祝日を利用した開催を認めるとしたものである。
  - 2015年に再改正され、競馬法施行規則第2条第2項（1）により「競馬を開催できる日取りを土・日曜、国民の祝日に関する法律に規定する休日、並びに1月5-7日、または12月28日のいづれか」とする規約の改正がなされたことにより、12月28日も開催可能となったものである[1]。
  - またこれ以前にも祝日開催が顕著にあった時期があり、少なくとも1970年頃までは上記により1月1日を除く多くの祝日でも開催され、通常の土・日に加え、直近の火・水・木曜日に祝日があればその1日も開催日としていたことから、飛び石ながら1週で3日間開催となった例があるほか、1950年代には11月3日に中山大障害（秋）（1954・55年）、11月23日に菊花賞（1952-55年）、さらに天皇賞（春）は1957年から1990年のうち、1972年・1974年を除き毎年当時の昭和天皇の天皇誕生日であった4月29日に開催されたことがあった。その後1969年以後、天皇賞（春）の開催日や、正月の第1節を除き、基本土・日のみとなる開催日が増えるようになっていった[3]。
- 東京競馬場の開催について毎年5月5日に同競馬場に近接する大國魂神社で祭事（くらやみ祭）が行われることから警備などの関係上、競馬開催の土・日曜日と重複した場合でも競馬の開催は行われず、その前後に開催日を振り替えていたが、2007年以降は5月5日が土・日曜日と重複した場合でも競馬を開催している[注釈 2]。
- 2017年から、12月28日は原則として曜日に関係なく中央競馬の開催が行われることになった[4][5]。なお日曜日の最終開催日（この場合でも12月28日である場合は該当）は有馬記念（GI）、12月28日が日曜日でない場合はホープフルステークス（GI）を割り当てる（12月28日が日曜日である場合は、前日の12月27日土曜日に施行。なお2020年は12月28日は月曜日であったが、ホープフルステークスはその日ではなく12月26日の土曜日に施行された）。
- かつては、夏に福島競馬場や新潟競馬場などで開催される、いわゆるローカル開催に移行する前後の週末には、競馬開催が行われなかった。また1961年に東京競馬場にダートコースが開設されるまで、正月に関東・関西エリアで開催を行った後の1月から2月には、芝コースを養生する為に、中京競馬場でのみ開催されていた。
- 1975年頃までは祝日に開催される代わりに土曜日・日曜日の開催がなくなることもあったほか、1989年まで天皇賞・春を4月29日の天皇誕生日[注釈 3]に固定して行っていたため、4月29日が土曜日・日曜日でない場合は開催日を調整していた。なお、1990年は4月29日が暦上たまたま日曜日であった。
- 2003年11月3日の文化の日に福島競馬を施行し、同時に地方競馬の大井競馬場で同日に行われたジャパンブリーディングファームズカップ（JBC）の中央競馬所有の一部の施設での発売が行われた。しかし、11月3日の福島競馬は例年以上の売上を記録し、一方でJBCの売上は馬券販売所が福島競馬場内にしか設けられなかった事もあり、思ったほど伸びずに地方競馬を喰う形となってしまった。

#### ハッピーマンデー制度による三連休開催
- ハッピーマンデー制度の開始に伴い土曜日・日曜日・月曜日の3連休が増加したことから、その対応を2004年より行っている。なお祝日開催は地方競馬の売り上げの観点[注釈 4]から影響の少ない範囲で行っている[注釈 5]。
  - 2004年より成人の日に合わせて年始開催は1月5日に1日のみ開催を行い、翌週の週末は成人の日と合わせた3日間連続開催が多い。
  - 同じく2004年より敬老の日に合わせて9月の3連休の開催を3つの競馬場で日程を調整し、この週は2場開催を3日間行っている。
  - 2007年はさらに体育の日にも開催が行われた。上記の通り2007年から1回の開催日数を8日固定から10場の年間総計288日を超えない範囲であれば調整できるように改正されたため、この日の分の開催は1月の年初の開催を東西1日ずつ削ったものである。そのため2006年までは1回中山及び京都1日は1月5日に固定されていたが2007年は1月6日の開催とされた。開催日が1月5日に固定されていた中山金杯・京都金杯も開催日固定の重賞競走ではなくなった。
  - 2008年は成人の日を含めた3日開催が無い代わり、勤労感謝の日とその振替休日（11月23〜24日）を3日間開催とした。この場合も3場での開催なので、日程調整をして2場ずつ3日間とした。
  - 2009年は敬老の日を含めた5連休前半3日分（9月19〜21日）のみ。
  - 2011年は東日本大震災による開催中止の日程調整のため、体育の日に東京で開催が行われた。2012年は天皇誕生日翌日の振替休日となる12月24日にも中山と阪神で競馬が開催された。
  - 2012年以後はいわゆる第3場（4大主場以外）の開催日程の調整の関係[注釈 6]で、敬老の日を含めた3連休の3場分割開催は行わなくなり、関東・関西（この節は中山と阪神が基本）のみの3日間連続開催日程となった。
  - 2014年は3年ぶりに3月21〜23日に3連休・3会場分割開催（中山・阪神・中京）が行われた。またこの年の秋季は敬老の日（9月15日）を含めた3連休の開催は行わず、体育の日（10月13日）と勤労感謝の日の振替休日（11月24日）を含めた3連休を活用した3日間開催（いずれも2会場ずつ）を実施する。
  - 2015年は成人の日（1月12日）、敬老の日（9月21日）、体育の日（10月12日）、勤労感謝の日（11月23日）を含めた3連休3日間開催（いずれも2会場ずつ）を実施する。2014年度は春分の日込みの3連休開催のため行わなかった敬老の日の開催が2年ぶりに行われる。
  - 2016年は2年ぶりに3月19〜21日に3連休・3会場分割開催（中山・阪神・中京）が行われた。またこの年の秋季は敬老の日（9月19日）を含めた3連休の開催は行わず、体育の日（10月10日）と天皇誕生日（12月23日）を含めた3連休を活用した3日間開催（いずれも2会場ずつ）を実施する[6]。
  - 2017年は成人の日（1月9日）を含めた3連休の開催は行わず、敬老の日（9月18日）と体育の日（10月9日）を含めた3連休を活用した3日間開催（いずれも2会場ずつ）を実施する。また3連休・3会場分割開催が3月18〜20日（中山・阪神・中京）と11月3〜5日（東京・京都・福島）の2回実施する[5]。
  - 2018年は成人の日（1月8日）、敬老の日（9月17日）、体育の日（10月8日）を含めた3連休3日間開催（いずれも2会場ずつ）を実施する。また3連休・3会場分割開催が2月10〜12日（東京・京都・小倉）に実施する[7]。
  - 2019年は前年同様成人の日（1月14日）、敬老の日（9月16日）、体育の日（10月14日）を含めた3連休3日間開催（いずれも2会場ずつ）を実施する。また3連休・3会場分割開催が4月27〜29日（東京・京都・新潟）に実施する[8]。
  - 2020年は成人の日（1月13日）、春分の日（3月20日）、敬老の日（9月21日）、勤労感謝の日（11月23日）を含めた3連休3日間開催（いずれも2会場ずつ）を実施する。
  - 2021年は成人の日（1月11日）、敬老の日（9月20日）を含めた3連休3日間開催（いずれも2会場ずつ）を実施する。なお当初は10月11日にスポーツの日（体育の日改め）が予定されていたのを前提として、9日に阪神・新潟、10日に東京・阪神、11日に東京・新潟の3連休・3会場分割開催が予定されていたが、スポーツの日が7月23日に変更されたため、11日の開催は取りやめとなり、9・10日に3会場同時開催となった。[9]
  - 2022年は成人の日（1月10日）、敬老の日（9月19日）、スポーツの日（10月10日）を含めた3連休3日間開催（いずれも2会場ずつ）を実施する。また3連休・3会場分割開催が3月19〜21日（中山・阪神・中京）に実施する。
  - 2023年は成人の日（1月9日）、敬老の日（9月18日）、スポーツの日（10月9日）を含めた3連休3日間開催（いずれも2会場ずつ）を実施する[10]。
  - 2024年は成人の日（1月8日）、敬老の日（9月16日）を含めた3連休3日間開催（いずれも2会場ずつ）を実施する。また3連休・3会場分割開催が10月12〜14日（東京・京都・新潟）に実施する[11]。
  - 2025年は成人の日（1月13日）、敬老の日（9月15日）、スポーツの日（10月13日）を含めた3連休3日間開催（いずれも2会場ずつ）を実施する。また3連休・3会場分割開催が11月22〜24日（東京・京都・福島）に実施する予定[12]。

#### 2020年度
- 2020年は京都競馬場が同年度から全面改築・改修工事を行い同11月以後の競馬開催ができないことと、東京オリンピック開催への協力などの観点から、次のような日程に変更された。[13]
  - 京都競馬場改築に伴うものとして、11月に行われる第5回京都競馬開催相当分を第5回阪神競馬に代替充当。また阪神競馬場の馬場保護の観点から、7月の第3回中京競馬相当分と9月の第4回阪神競馬相当分を入れ替え、7月に第4回阪神競馬、9-10月に第2回中京競馬をそれぞれ開催する。
  - 東京オリンピック開催協力、並びに猛暑対策として7月25日-8月9日の五輪本開催期間中は新潟競馬場と札幌競馬場の2会場とし、関西での開催を休止する。
  - これに付随し、春季開催についても平年の第1回中京競馬・第1回小倉競馬にそれぞれ相当する1-2月開催分を第1回小倉競馬として6週間、また3月の平年の第2回中京競馬相当分は第1回中京競馬4週間にそれぞれ充当するほか、4月の第1回福島競馬を4週間、4-5月の第1回新潟競馬を3週間にそれぞれ変更する。
  - また当初は6-7月に第1・2回函館競馬（各3週間)→7-9月に第1・2回札幌競馬（第1回・3週間、第2回・4週間）の予定を、東京オリンピックのマラソン・競歩の競技会場が札幌市周辺で行われることを受け、警備上の観点から第1回札幌→第1・2回函館（以上各3週間）→第2回札幌（4週間）に変更されたが、東京オリンピックの開催延期に伴い、当初の予定通り6-7月に第1・2回函館競馬（各3週間)→7-9月に第1・2回札幌競馬（第1回・3週間、第2回・4週間）となる。[14]

#### 2021年度
- 2021年度についても、京都競馬場の改築と1年延期の東京オリンピックと、西日本の猛暑対策の一環として、以下のような変更が行われている[15]。また、福島県沖で発生した地震による変更も行われている。
  - 京都競馬場改築に伴うもの
    - 平年の第1回・第2回京都開催相当の日程については、第1回中京競馬（12日間のうち第1回全8日と第2回の前半4日相当を充当）と、第1回阪神競馬（12日間のうち第2回後半4日間と本来の第1回阪神開催8日間を充当）に振り分ける。また平年の第1・2回中京競馬（第3場開催）に相当する日程は、平年の第1回小倉競馬とセットで、小倉競馬16日間（第1・2回各全8日）と中京競馬（第2回全6日）に充当させる。ただし本来の第3場開催時に行う第1回中京競馬の重賞競走・愛知杯、東海ステークスはそのまま中京競馬（関西主会場扱い）で行う。
    - 平年の第3回京都開催、並びに第3回阪神開催の前半部に当たる4月下旬～6月中旬分までの日程は、第2回阪神競馬（本来の第2回阪神開催8日間に、第3回京都前半の4日間を充当し全12日間）と、第3・4回中京競馬（第3回は第3回京都後半8日間分、第4回は第3回阪神前半4日間）に充当する。このため第3回阪神開催は後半4日間に短縮する。
    - 平年の第3回中京開催（夏季の関西主会場扱い）全6日間については、第3回小倉競馬（全6日）に充当する。
    - 平年の第4回阪神開催全9日間は、第5回中京競馬（全9日間）に充当する。
    - 平年の第4・5回京都開催各全8日間は、それぞれ第4・5回阪神競馬（各全8日）に充当する。

  - 東京オリンピック開催に伴うもの
    - 第3会場扱いの北海道開催のシリーズを、平年の第1・2回函館（各全6日）→第1・2回札幌（第1回・全6日、第2回・全8日）のところを、第1回札幌（全6日）→第1回函館（平年の第1・2回を統合し全12日）→第2回札幌（全8日）とする。
    - また東京オリンピック開催期間中の7月23日～8月8日までは前年と同じく、東京オリンピック開催への協力、並びに西日本の猛暑対策の一環として、関西での開催を休止し、新潟・函館のみで行う。

  - 福島県沖地震に伴うもの
    - 2021年2月13日に発生した福島県沖地震によって福島競馬場では天井パネルの落下やスプリンクラーの破損による漏水等の被害が発生した[16]。4月10日からの第1回福島開催へ向けて復旧作業が行われていたが、被害が大きく復旧が間に合わないため開催を断念。新潟競馬場で代替開催が行われることになった[17]。

#### 2022年度
- 2022年度についても、京都競馬場の改築と西日本の猛暑対策の一環として、以下のような変更が行われている。
  - 京都競馬場改築に伴うもの
    - 平年の第1回・第2回京都開催相当の日程については、第1回中京競馬（12日間のうち第1回全8日と第2回の前半4日相当を充当）と、第1回阪神競馬（12日間のうち第2回後半4日間と本来の第1回阪神開催8日間を充当）に振り分ける。また平年の第1・2回中京競馬（第3場開催）に相当する日程は、平年の第1回小倉競馬とセットで、小倉競馬14日間（第1回8日・第2回6日）と中京競馬（第2回全6日）に充当させる。ただし本来の第3場開催時に行う第1回中京競馬の重賞競走・愛知杯、東海ステークスは2021年に引き続き中京競馬（関西主会場扱い）で行う。
    - 平年の第3回京都開催、並びに第3回阪神開催の前半部に当たる4月下旬～6月中旬分までの日程は、第2回阪神競馬（本来の第2回阪神開催8日間に、第3回京都前半の4日間を充当し全12日間）と、第3・4回中京競馬（第3回は第3回京都後半8日間分、第4回は第3回阪神前半4日間）に充当する。このため第3回阪神開催は後半4日間に短縮する。
    - 平年の第3回中京開催（夏季の関西主会場扱い）全8日間については、第3回小倉競馬（全8日）に充当する。
    - 平年の第4回阪神開催全9日間は、第5回中京競馬（全9日間）に充当する。
    - 平年の第4回京都開催全9日間・第5回京都開催全8日間は、それぞれ第4回阪神競馬（全9日）・第5回阪神競馬（全8日）に充当する。

  - 暑熱対策に伴うもの
    - 7月30日から8月7日までは西日本の猛暑対策の一環として、関西での開催を休止し、札幌・新潟のみで行う。

  - 福島県沖地震に伴うもの
    - 2022年3月16日に発生した福島県沖地震によって福島競馬場では施設の一部に破損が見つかったことによる点検調査への時間所要が考慮される関係で第1回福島競馬の第1日・第2日となる4月9日・10日の開催を中止し、第1回福島競馬を4月16日から5月1日（全6日）、第1回新潟競馬を5月7日から5月29日（全8日）とし1週繰り下げる形となった[18][19]。

#### 2023年度
- 2023年度についても、京都競馬場の改築と西日本の猛暑対策の一環として、以下のような変更が行われている。
  - 京都競馬場改築に伴うもの
    - 平年の第1回・第2回京都開催相当の日程については、第1回中京競馬（12日間のうち第1回全8日と第2回の前半4日相当を充当）と、第1回阪神競馬（12日間のうち第2回後半4日間と本来の第1回阪神開催8日間を充当）に振り分ける。また平年の第1・2回中京競馬（第3場開催）に相当する日程は、平年の第1回小倉競馬とセットで、小倉競馬14日間（第1回8日・第2回6日）と中京競馬（第2回全6日）に充当させる。ただし本来の第3場開催時に行う第1回中京競馬の重賞競走・愛知杯、東海ステークスは2021年・2022年に引き続き中京競馬（関西主会場扱い）で行う。

  - 暑熱対策に伴うもの
    - 7月29日から8月6日までは西日本の猛暑対策の一環として、関西での開催を休止し、札幌・新潟のみで行う。

#### 2024年度
- 2024年度[20]は、阪神競馬場のスタンドリフレッシュ工事実施に伴い、6月の第3回・12月の第5回阪神開催相当分を京都競馬場で、9月の第4回阪神開催相当分は中京競馬場で行う。
  - 中京競馬場での開催が増えるため良好な芝のコンディションを維持する目的で、平年の第1回中京開催相当分を小倉競馬場で行うとともに、7月の第3回中京と8月の第2回小倉のそれぞれ相当分の開催を入れ替え、サマースプリントシリーズ対象の北九州記念とCBC賞についてもこれに付随する形で入れ替えるほか、1月の愛知杯は小倉、東海ステークスは京都で振替開催する[21]。
  - また暑熱対策として7月27日から8月4日は平年通り西日本の開催を休止して新潟と札幌のみ行い、発走時間を拡大する薄暮競走を実施する。

#### 2025年度
- 2025年度は阪神競馬場のリフレッシュ工事実施に伴い、1月の第1回京都開催相当分を中京競馬場で行う。
  - これに伴い、1月下旬から3月上旬までの西日本第三場分が小倉競馬場での開催に一本化される。
  - 暑熱対策として、6月の東京・阪神開催を6日間に縮小するとともに、代わりに10月の東京・京都開催を11日間に拡大される。また、7月の中京開催と8月の小倉開催を正式に入れ替えて7月が小倉開催、8月が中京開催となり、7月26日から8月17日まで新潟と中京で発走時間を拡大する薄暮競走を実施する。

## 代替開催
競馬の開催はほぼ毎年、同じような日程で行われる。しかし競馬場が天変地異などによる被害を受けたり改修工事を行う関係で、所定の競馬場が使えない場合に開催を他の競馬場に振り替えることがある。これを代替開催または振替開催などと呼ぶ。これに該当するものとして、先述の2020年以降の京都競馬場全面改修時の西日本での開催振り替え、2006年の阪神競馬場芝・外回りコース新設時の3回・4回阪神開催の京都・中京競馬場への振り替え等が挙げられる。
諸事情により競馬が開催できず翌日以降に開催が繰り越される場合も代替開催と呼ぶが、これに関しては次の節で取り上げる（詳しくは開催を中止した場合の代替競馬・続行競馬を参照のこと）。

## 開催の中止
競馬は通常天候が悪化した場合でも開催されるが、台風や積雪などの天候・災害などで競走が中止となる場合がある。さらに公正競馬が実施できないと判断した際、馬インフルエンザや馬伝染性貧血など感染症などが蔓延した場合、放送機器などの場内設備の故障、厩舎関係者のストライキ、皇族の弔事による中止もある。
1989年1月7日の昭和天皇崩御に伴い、弔意を表すため、同日と8日の中山、京都競馬を中止した（代替は7日分は13日、8日分は20日に施行）。

2011年は、同年3月11日に発生した東日本大震災の影響により、発生直後の同月12・13日に予定されていた中山、阪神、小倉競馬をすべて中止した。また発生同日に競馬を開催していた大井競馬は途中で打ち切りとなった。
開催の可否については主催者の開催執務委員が開催当日の天気状況や交通状況などを踏まえて開催当日の早朝に審議し、特に天候の悪化で観客や競走馬の輸送の困難、馬場状態について含有水分が多かったり冬季の場合は積雪・凍結が発生するなど公正な競馬の開催に支障をきたすおそれがある場合には開催の中止を宣告する。
天候・災害以外にも、馬券発売を管理するコンピューターの故障や集計データの破損、照明や電気設備などの施設面の支障や激しい雷雨など急激な天候の変化により、人馬が屋外にいることが危険と判断したケースなどで、特定の競走のみ中止になったこともある。また、一旦競走を通常通り開催した後に同様の状況が発生し、レース開催が困難となった場合にも途中でレースを中止（取りやめ）にすることもある。
障害競走は降雪時の障害飛越が滑りやすく危険になるため平地競走に比べて降雪による影響を受けやすく、そのため平地競走は施行、障害競走のみ中止する場合もある。
平地競走でも、芝コースに雪が積もると除雪を行ってもコース凍結のおそれがあるため、ダートコースへのコース変更が行われる場合がある。芝コースで施行されるはずの重賞がダートに変更された場合にはグレードが外されて、格付のない重賞競走として施行される。
- 1984年にグレード制（当時は国際的な格付ではなく、JRA独自の格付）が導入されたが、導入初年となった1984年1月の4競走[注釈 9]が積雪のため、予定していた芝からダートに変更して実施されたが、当時は格付の取消を行わず、当初のグレード格付のまま実施された。この取り扱いが問題視されて、同年2月4日以降は「施行条件に著しい変更があった」場合は重賞競走の条件ではあるものの、当初の格付を取り消す措置が追加されている。
- JRAではこの措置が適用されて重賞の格付取消となった事例として、2023年までに2例が存在する。
  - 1995年・東京新聞杯 - 降雪の影響のため、芝1600m→ダート1600mに変更。GIII→格付なしに変更。
  - 1998年・共同通信杯4歳ステークス - 降雪の影響のため、芝1800m→ダート1600mに変更。GIII→格付なしに変更。

他の事例として、ダートコースに大雨により水溜りが出来たため芝コースへ変更、芝の生育状況や連続開催による走路面の状態不良でダート競走へ変更というように、それぞれ当初予定されていた競馬番組から変更されたり、地方競馬で芝コースが設置されている盛岡競馬でも、2023年10月に予定していた芝の競走2競走が「走路状態の悪化により、安全かつ公正な競馬の施行に支障があると判断した」ことを理由に、ダートへ変更となる措置が発生している。
また、積雪を伴う降雪が少ない地域の競馬場では馬場を整備すればレースは可能であったとしても大雪などによる公共交通手段の途絶の可能性や来場者の不慣れな雪道での安全の確保を考慮して、開催が中止・順延になった事例もある。

### 開催を中止した場合の代替競馬・続行競馬
天災地変やその他主催者の責めに帰すことのできない理由により開催が中止になった場合には、開催を後日に振り替えることができる。その日の競走が全て取りやめとなって、振り替えた場合は代替競馬と呼ぶ。代替競馬は必ずしも行われなければならないわけでなく、そのまま開催中止にすることもできる（地方競馬に多い）。ストライキによる開催の中止の場合には主催者側にも責任があるため、代替競馬を行うことが出来ない場合もある。
代替競馬は通常、当該週の開催最終予定日の翌日が多い。これは開催を順延する場合、同一開催内で開催日のみを順延する場合には各種法的な手続きは不要であるが別の競馬場等に振り替える場合には「事業計画の変更」の手続きが必要であり、中央競馬の場合には農林水産大臣の承認が必要となるためである。

いくつかの競走が行われた後、途中で開催が打ち切られて残りの競走を開催する場合には続行競馬（サスペンデッド）と呼ぶ。ただし、続行競馬を行うには消化された競走が開催予定の2分の1以下でなければならない。これは、第二次世界大戦（日中戦争・大東亜戦争・太平洋戦争）中の1943年（昭和18年）に、内務省警保局（現・国家公安委員会および警察庁）・警視庁・旧東京府（現・東京都）と旧日本競馬会（現・日本中央競馬会）、日本野球連盟（現・NPB日本野球機構）、大日本相撲協会（現・日本相撲協会）並びに映画などの興行関係者が申し合わせた事項に由来するもので、大東亜戦争終結から80年近くが過ぎた21世紀の現在でも受け継がれている、貴重な戦争の名残である。

代替競馬や続行競馬が行われる場合、公正確保の観点から出馬投票をやり直して施行される。ただし競馬の施行に支障がない場合には出馬投票をやり直さず、騎乗騎手や枠順などは変更せずに施行される。これは枠順などの変更に伴い、発売された新聞・出馬表などの扱いなどの混乱を避けるためである。ただし競馬の開催が順延されたことで騎乗できなくなり、騎手変更が行われることはある。競馬の円滑な施行に支障がない場合は、特別登録または出馬投票のやりなおしは行わない。
開催中止となって代替競馬や続行競馬が行われない場合の中止された競走で重賞競走が行われる予定だった場合は、その重賞競走は後日の日程に組み込まれ順延される。一部の特別競走も同様の処置がとられる場合がある。
フランスではストライキなどにより開催ができず代替開催をする場合、予定にない開催のために観客を入れずにレースを行う場合がある。日本でも2023年12月に電気系統トラブルで中止となり代替競馬となった大井競馬、2024年2月に降雪で途中打ち切りとなり続行競馬となった船橋競馬の例が無観客開催で実施されている。

## 参考
競馬場の馬場状態については、主催者の開催執務委員が実際にレース前（天候が悪化した場合は随時）に馬場を徒歩で調査しコースの含水量を踏まえて決定する。日本の場合は良、稍重、重、不良の4段階だが、国によってはそれを更に細分化して発表するケースもある。詳細については馬場状態を参照。